# Cabeza de mujer (Picasso)
Cabeza de mujer es una pintura de 1939 de Pablo Picasso. Es una representación de Dora Maar, la compañera de Picasso en ese momento. Picasso donó la obra al pueblo de Grecia en reconocimiento a su resistencia contra el Eje durante la Segunda Guerra Mundial. Cabeza de mujer se exhibió por primera vez en 1949, junto con otras obras donadas, en el Institut Français de Atenas. No se volvió a mostrar hasta una exposición que comenzó en 1980 en la Galería Nacional y estuvo en exhibición continua desde 2011 hasta que la galería cerró por renovación en 2012. En enero de 2012, Cabeza de mujer fue robada de la galería cerrada, junto con una pintura de Piet Mondrian. Fue recuperado de un desfiladero cerca de Atenas en junio de 2021 y el presunto ladrón arrestado.

## Cuadro
La pintura es una representación abstracta cubista del busto de una mujer y se completó en 1939. El tema es la fotógrafa francesa Dora Maar, compañera de Picasso entre 1936 y 1943. Maar también fue representada por Picasso en La mujer que llora y Retrato de Dora Maar. Woman's Head aparece en una fotografía de 1940 tomada por Maar en el estudio de Picasso en Ruan, Picasso se mudó de su estudio de París durante la ocupación alemana.
Después de la guerra, Picasso entregó la obra al pueblo de Grecia en reconocimiento a la lucha de su país contra el Eje desde 1940 hasta 1945. Picasso escribió en el reverso del cuadro: «Pour le people Grec. Hommage de Picasso 14/10/1939» (en francés: «Para el pueblo griego. Un homenaje de Picasso»). La obra se exhibió por primera vez en el Institut Français de Atenas en 1949. Apareció junto con obras donadas por otros artistas franceses, incluidos Henri Matisse, Pierre Bonnard y Francis Picabia, con un total de 28 pinturas, seis dibujos, seis grabados, cuatro esculturas y dos libros.
Las obras no se volvieron a exhibir hasta que aparecieron en la Galería Nacional de Atenas en 1980. Después de una larga exposición Cabeza de mujer regresó al almacén hasta el verano de 2007, cuando se exhibió como parte de una celebración del centenario del Institut Français. La obra se mostró por última vez como parte de la exposición En el santuario de la Galería Nacional, que se exhibió desde octubre de 2011 hasta 2012, cuando el museo cerró para una amplia renovación y ampliación. En 2021 la obra estaba valorada en 16,5 millones de euros.

## Robo de 2012

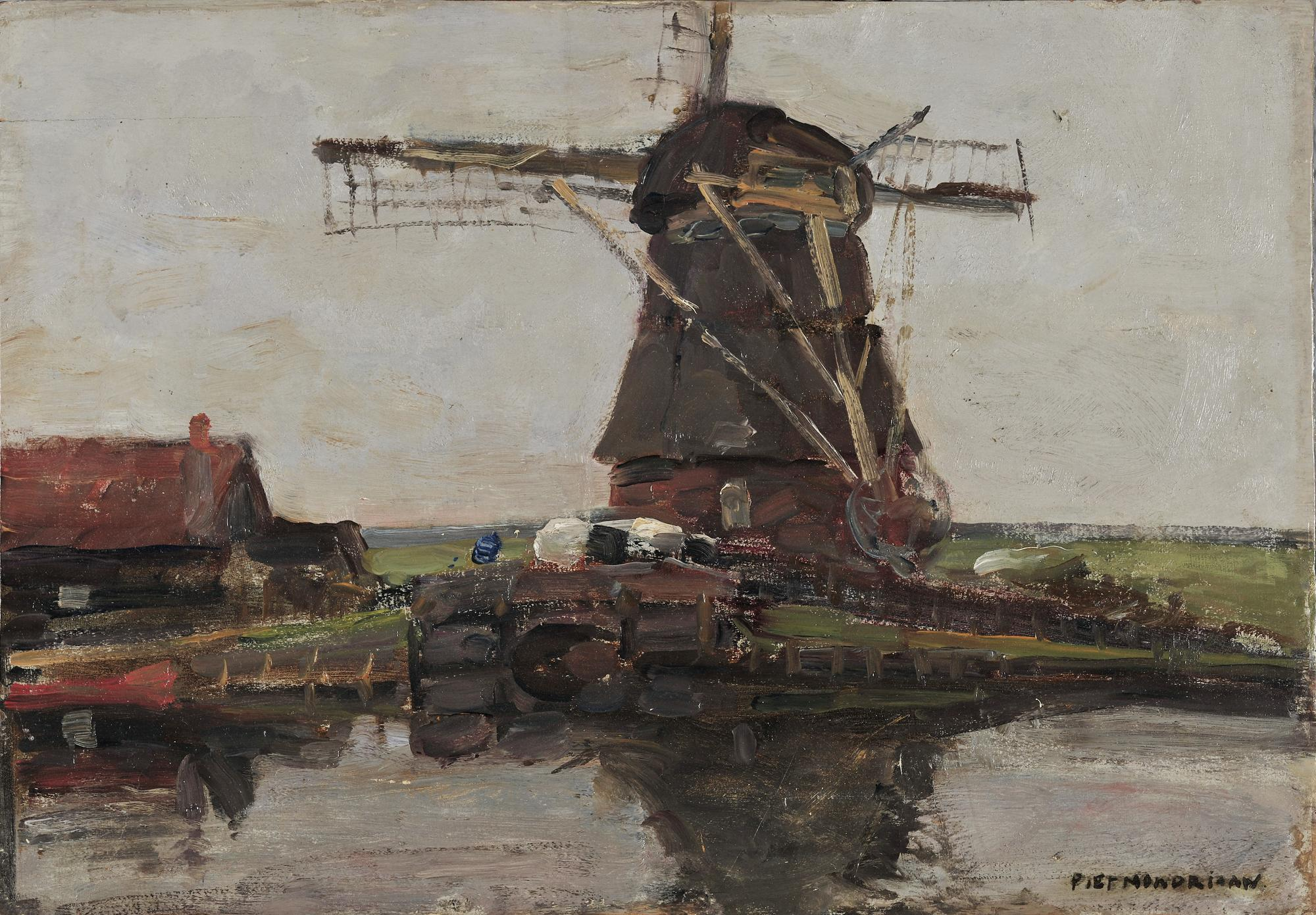
Piet Mondriaan, Molino con casa de verano, Galería Nacional de Atenas.

Cabeza de mujer fue una de las dos pinturas robadas durante un robo el 9 de enero de 2012 de la Galería Nacional cerrada, que se denominó el «robo del siglo». La policía alega que un ladrón entró en la galería a través de una puerta de balcón abierta mientras un cómplice vigilaba afuera (el hombre arrestado más tarde por el robo afirmó haber trabajado solo). La policía declaró que el ladrón activó una serie de alarmas de seguridad como una forma de distraer al guardia antes de tomar Cabeza de mujer y Molino con casa de verano de Piet Mondrian. Un tercer cuadro, otro Mondrian, fue dejado caer por el ladrón durante su fuga. El ladrón llevó las pinturas a un sótano donde las sacó de sus marcos con una navaja. Un boceto del siglo XVI de Guglielmo Caccia también se perdió durante el robo; el hombre arrestado afirmó haberlo utilizado para limpiarse la sangre de su mano cortada durante el robo y luego tirarlo por el inodoro. La policía afirmó que el ladrón había vigilado la Galería cuidadosamente durante seis meses antes del robo. Cabeza de mujer fue el más significativo de los robados por su valor e importancia histórica.
En junio de 2021, la policía griega arrestó a un hombre por el robo. Se decía que era un pintor que trabajaba en la construcción pero también en almacenes y que era un entusiasta de Picasso. Había sido acusado de hurto en una tienda cuando era joven, pero no tenía antecedentes penales relacionados con el arte. La policía lo había estado siguiendo durante dos meses antes de su arresto en junio de 2021. La policía alegó que el ladrón guardó las obras de arte en su casa antes, sospechando que la policía lo estaba siguiendo, trasladándolas a un almacén y luego a un desfiladero. La pintura de Mondrian y Cabeza de mujer se recuperaron juntas del desfiladero, a unos 45 km al sureste de Atenas.
La policía celebró una conferencia de prensa después del arresto en la que se mostraron las dos pinturas a la prensa. Las pinturas se exhibieron en una repisa delgada y Cabeza de mujer resbaló y cayó al suelo, antes de ser reemplazada. A primera vista, parecía no haber sufrido daños por el incidente. El boceto de Caccia permanece perdido, aunque un boceto similar, atribuido a Caccia, se mostró en el catálogo en línea de una casa de subastas de Florencia en septiembre de 2019, pero se eliminó de la lista cuando se cuestionó su procedencia.